# Alter Marstall

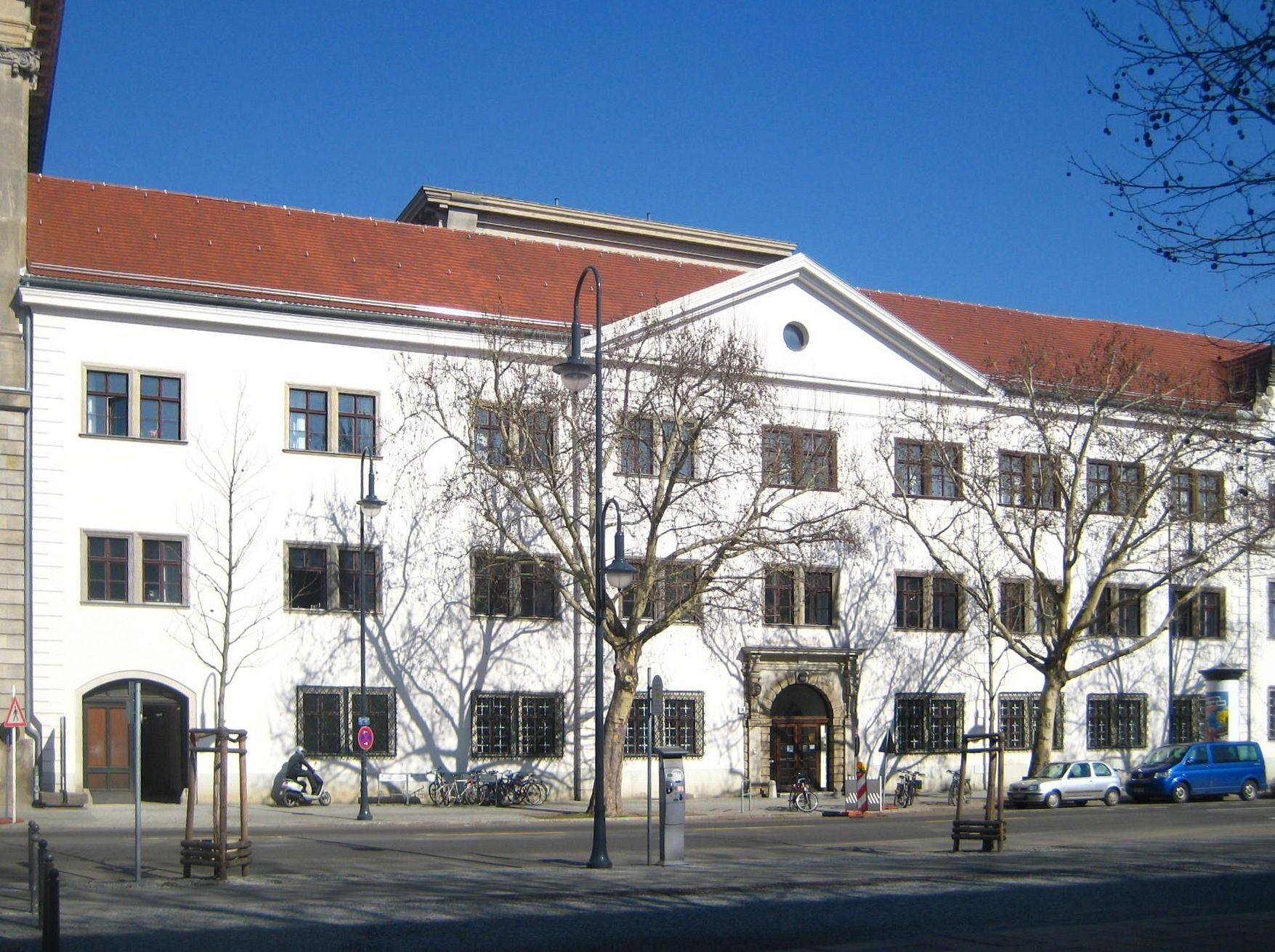
Der Alte Marstall

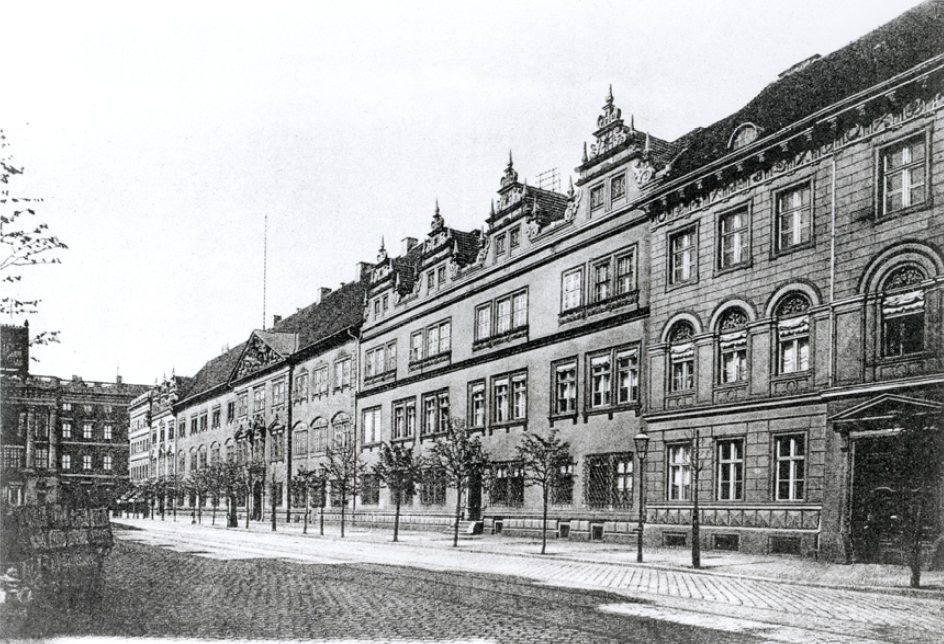
Breite Straße und Alter Marstall (linke Bildhälfte) im Jahr 1890

Der Alte Marstall ist Berlins einziges erhaltenes frühbarockes Zweckgebäude. Der Alte Marstall ist Bestandteil des denkmalgeschützten Gebäudeensembles auf den Grundstücken Breite Straße 32–37 in Berlin-Mitte.

## Geschichte
Der Marstall wurde von 1665 bis 1670 von Michael Mathias Smids nach einem Entwurf von Johann Gregor Memhardt wiederaufgebaut, nachdem ein Brand am 27. August 1665 die Gebäude aus dem 15. Jahrhundert zerstört hatte. Obwohl um 1700 Unter den Linden und am Schloßplatz neue Marställe entstehen sollten, wurde der Alte Marstall um einzelne Nachbargebäude erweitert, zu denen auch das benachbarte Ribbeck-Haus – heute der einzige Spätrenaissancebau Berlins – gehörte. Um 1900 wurden beide Gebäude durch Ernst von Ihne in den Neuen Marstall integriert.
Der umfangreiche Komplex zur Unterbringung und auch musealen Präsentation von Pferden, Wagen, Schlitten und Geschirr des Hofes umschloss zwei Binnenhöfe, wovon einer als Reitbahn genutzt wurde. Im Untergeschoss befanden sich zahlreiche Stallungen und Remisen, darüber eine Rüstkammer. Im Vordergebäude waren Diensträume und Wohnungen untergebracht. Im Zweiten Weltkrieg beschädigt, wurde der gesamte Komplex in den Jahren 1952 bis 1961 wiederhergestellt. Der Hauptschmuck des Alten Marstalls, das Tympanonrelief und die Portalbekrönung, beides barocke Holzschnitzwerke, konnte jedoch nicht restauriert werden.
Im Verlauf seiner Geschichte beherbergte der Gebäudekomplex auch das erste Berliner Hoftheater, das Oberappellationsgericht, die Oberrechnungskammer und seit dem Jahre 1920, nach der Schließung des Marstalls, die Berliner Stadtbibliothek. 
1966 wurde er durch Heinz Mehlan umgebaut, um als Erweiterungsbau des benachbarten Bibliotheksneubaus zu dienen. 1995 wurde die Stadtbibliothek mit der Amerika-Gedenkbibliothek zur Zentral- und Landesbibliothek Berlin als Institution zusammengelegt, wobei sich ein Teil der Bestände einschließlich der Berlin-Sammlungen im Komplex in der Breiten Straße befinden.